# فریدل راوش
فریدل راوش (آلمانی: Friedel Rausch; ۲۷ فوریهٔ ۱۹۴۰ – ۱۸ نوامبر ۲۰۱۷) یک بازیکن فوتبال اهل آلمان بود.
از باشگاه‌هایی که در آن بازی کرده‌است می‌توان به باشگاه فوتبال ام‌اس‌وی دویسبورگ و باشگاه فوتبال شالکه ۰۴ اشاره کرد.